# Bodenweid
Bodenweid ist ein Quartier der Stadt Bern. Es gehört zu den 2011 bernweit festgelegten 114 gebräuchlichen Quartieren und liegt im Stadtteil VI Bümpliz-Oberbottigen, dort im statistischen Bezirk Bümpliz. Angrenzend sind die Bümplizer Quartiere Weidmatt, Bümpliz Süd und Stöckacker. Im Osten grenzt es an Ausserholligen und im Süden an den Könizbergwald – beide liegen im Stadtteil III Mattenhof-Weissenbühl.
Im Jahr 2022 betrug die Wohnbevölkerung 84 Personen, davon 28 Schweizer und 56 Ausländer.
Eine kleinere Wohnbebauung (Reihenhaussiedlung) befindet sich westlich der Weissenstrasse an der Grenze zu Ausserholligen. Dominierend ist der Business- und Gewerbepark an der Freiburgstrasse mit seinen sieben «Türmen», ein ehemaliger Produktionsstandort des einstigen Berner Vorzeigeunternehmens Hasler AG aus den 1970er Jahren. Die Fläche beträgt mehr als 70'000 m². Angesiedelt sind Firmen und Gewerbe, die Bürodienstleistungen oder einen Mix aus Produktions- und Bürodienstleistung benötigen. Ein Fitnesszentrum und ein Restaurant ergänzen das Angebot. Im Osten sind weitere Unternehmen angesiedelt, so die Mercedes-Benz AG in einer ehemaligen Garage von Saurer, einem ehemaligen Schweizer Hersteller von Lastwagen. Ausserdem befindet sich in Bodenweid ein Sportplatz mit einem Trainingspark von International Street Workout (ISW), der dritten offiziellen Anlage dieser Art in der Schweiz.
Der Bahnhof Bümpliz Süd (Linien Bern–Freiburg und Bern–Laupen) verbindet mit den S-Bahn-Linien S1 und S2 das Gebiet mit dem Zentrum. Die Buslinien 27 und 31 verkehren tangential. Mit dem Autobahnanschluss Bern-Bümpliz/Köniz ist das Quartier an die Autobahn A12 des Schweizer Nationalstrassennetzes angeschlossen.